# Pasquale Ermini
Pasquale Ermini (* 30. September 1905 in Leccio (Ortsteil von Reggello); † 1958 in Florenz) war ein italienischer Konstrukteur von Sportwagen. Nach der Vorbereitung einiger Sportwagen für bekannte italienische Rennveranstaltungen in den 1930er Jahren beschloss Ermini nach dem Krieg den Bau eigener Sportwagen, größtenteils auf Basis des damals aktuellen Fiat 1100. Dazu gründete er 1948 in Florenz die Officine Ermini. In den 1950er Jahren gewannen seine Modelle unter anderem mit Piero Scotti die Targa Florio und den Toscana Cup.
Nach Erminis Tod wurde sein Unternehmen noch bis 1962 weitergeführt.